# LODMAN
LODMAN – szerokopasmowa miejska sieć komputerowa (MAN) w Łodzi.
Jest to szkieletowa sieć dalekiego zasięgu, łącząca sieci lokalne większości łódzkich uczelni, instytutów naukowych i ważniejszych urzędów, realizująca dostęp do Internetu dla tych instytucji. Lodman jest także instytucją rejestrującą dla domen lodz.pl, sieradz.pl, plock.pl, zgierz.pl, pabianice.pl, skierniewice.pl, oraz zajmuje się eksploatacją systemu rozproszonej bazy danych Łódzkiej Akademickiej Sieci Bibliotecznej, która m.in. udostępnia w internecie zasoby katalogowe 10 największych bibliotek naukowych w Łodzi.
Sieć ta dysponuje dwoma międzynarodowymi łączami zewnętrznymi: akademickim w ramach porozumienia PIONIER oraz bezpośrednim komercyjnym.  
Oprócz tego Lodman prowadzi działalność komercyjną polegającą na udostępnianiu stałych łączy do Internetu o różnej przepustowości, udostępnianiu miejsca do prowadzenia stron WWW, konsultingu przy instalacji i projektowaniu sieci lokalnych.
Od 1998 roku zajmuje się ponadto prowadzeniem transmisji internetowych i archiwizacją wydarzeń naukowych, kulturalnych i targowych Łodzi (od 2006 roku jako TVi Lodman), w oparciu o ekipę złożoną z pracowników Centrum Komputerowego i wolontariuszy - w większości studentów Politechniki Łódzkiej.
Lodman jest na bieżąco zarządzany przez Centrum Komputerowe Politechniki Łódzkiej, zaś wszelkie decyzje strategiczne należą do Rady Użytkowników, w skład której wchodzą przedstawiciele instytucji - abonentów sieci Lodman.
Sieć ta jest finansowana ze składek członkowskich instytucji przyłączonych do sieci, zysków z działalności komercyjnej oraz bezpośrednich dotacji z Ministerstwa Nauki i Informatyzacji.